# Meiolaniidae
A Meiolaniidae család az egyetlen kihalt családja a nyakrejtő teknősöknek, és egyben a teknősöknek. Az oligocénben és a pleisztocénben éltek Gondwanán.

## Rendszerezés
4 kihalt nem tartozik a családba:
- Crossochelys
- Niolamia
- Ninjemys
- Meiolania